# Пер Едда
Пер Едда (швед. Per Gedda, 28 серпня 1914 — 4 липня 2005) — шведський яхтсмен.
Срібний призер Олімпійських Ігор 1952 року в класі Дракон.